# Campionato bulgaro di football americano 2021
Il Campionato bulgaro di football americano 2021 è la 3ª edizione del campionato di football americano di primo livello, organizzato dalla BFAF.
Il 14 gennaio la Federazione sulla propria pagina Facebook ne ha illustrato la struttura.
il 24 luglio è stato emesso il calendario.
Il 24 agosto è stato annunciato che i Sofia Bulldozers sono passati ad una nuova federazione, la AFBF, pertanto tutti gli incontri che li vedevano impegnati nel campionato sono annullati.

## Squadre partecipanti
| Club                 | Città       | Stadio | Sponsor ufficiale |
| -------------------- | ----------- | ------ | ----------------- |
| Black Sea Pirates    | Burgas      |        |                   |
| Blagoevgrad Griffins | Blagoevgrad |        |                   |
| Shumen Brewers       | Šumen       |        |                   |
| Sofia Bears          | Sofia       |        |                   |
| ( Sofia Bulldozers)  | Sofia       |        |                   |
| Sofia Knights        | Sofia       |        |                   |
| Sofia Old Dogs       | Sofia       |        |                   |
| Varna Sharks         | Varna       |        |                   |

## Stagione regolare

### Calendario

#### 1ª giornata
| 4-5 settembre 2021 | Sofia Knights | - – - (annullata) | Sofia Bulldozers |  |

| 4-5 settembre 2021 | Sofia Old Dogs | - – - (annullata) | Blagoevgrad Griffins |  |

| Šumen 5 settembre 2021, ore 17:00 | Shumen Brewers | 19 – 42 | Black Sea Pirates | Učeničeski Stadion |

#### 2ª giornata
| Sofia 12 settembre 2021, ore 13:00 | Sofia Knights | 20 – 14 | Sofia Old Dogs | Sporten Klub Akademika IVkm |

#### 3ª giornata
| 18-19 settembre 2021 | Blagoevgrad Griffins | - – - (annullata) | Sofia Bulldozers |  |

| Sofia 18 settembre 2021 | Sofia Bears | - – - (annullata) | Shumen Brewers |  |

| 18-19 settembre 2021 | Black Sea Pirates | 0 – 40 | Varna Sharks |  |

#### Recuperi 1
| Varna 25 settembre 2021 | Varna Sharks | 6 – 14 | Sofia Bears |  |

#### 4ª giornata
| 2 ottobre 2021 | Black Sea Pirates | 6 – 46 | Sofia Knights |  |

| 2-3 ottobre 2021 | Varna Sharks | - – - (annullata) | Blagoevgrad Griffins |  |

| Šumen 3 ottobre 2021, ore 12:00 | Shumen Brewers | - – - (annullata) | Sofia Old Dogs | Učeničeski Stadion |

#### 5ª giornata
| 9-10 ottobre 2021 | Sofia Bears | - – - (annullata) | Sofia Bulldozers |  |

#### 6ª giornata
| 16 ottobre 2021 | Sofia Old Dogs | 38 – 18 | Varna Sharks |  |

| 17 ottobre 2021 | Sofia Knights | - – - (annullata) | Shumen Brewers |  |

#### 7ª giornata
| Sofia 23 ottobre 2021 | Sofia Bears | - – - (annullata) | Blagoevgrad Griffins |  |

| 23-24 ottobre 2021 | Sofia Bulldozers | - – - (annullata) | Black Sea Pirates |  |

#### 8ª giornata
| 6-7 novembre 2021 | Sofia Bulldozers | - – - (annullata) | Sofia Old Dogs |  |

| 6-7 novembre 2021 | Blagoevgrad Griffins | - – - (annullata) | Sofia Knights |  |

| Burgas 6 novembre 2021 | Black Sea Pirates | - – - (annullata) | Sofia Bears |  |

#### Recuperi 1
| Varna 20 novembre 2021, ore 13:00 | Varna Sharks | 48 – 0 | Shumen Brewers | Università tecnica di Varna |

### Classifiche
Le classifiche della regular season sono le seguenti.
- PCT = percentuale di vittorie, G = partite giocate, V = partite vinte,  P = partite perse, PF = punti fatti, PS = punti subiti

#### Girone Ovest
| Pos. | Squadra              | PCT   | G | V | N | P | PF | PS |
| ---- | -------------------- | ----- | - | - | - | - | -- | -- |
| 1    | Sofia Knights        | 1.000 | 2 | 2 | 0 | 0 | 66 | 20 |
| 2    | Sofia Old Dogs       | .500  | 2 | 1 | 0 | 1 | 52 | 38 |
| -    | Blagoevgrad Griffins | -     | - | - | - | - | -  | -  |
| -    | Sofia Bulldozers     | -     | - | - | - | - | -  | -  |

#### Girone Est
| Pos. | Squadra           | PCT   | G | V | N | P | PF  | PS  |
| ---- | ----------------- | ----- | - | - | - | - | --- | --- |
| 1    | Sofia Bears       | 1.000 | 1 | 1 | 0 | 0 | 14  | 6   |
| 2    | Varna Sharks      | .500  | 4 | 2 | 0 | 2 | 112 | 52  |
| 3    | Black Sea Pirates | .333  | 3 | 1 | 0 | 2 | 48  | 105 |
| 4    | Shumen Brewers    | .000  | 2 | 0 | 0 | 2 | 19  | 90  |

## II Bulbowl
| 20-21 novembre 2021 | Sofia Knights | 20 – 6 | Sofia Bears |  |

## Verdetti
- Sofia Knights Campioni della Bulgaria 2021